# Церковь Георгия Победоносца на Псковской горе
Церковь Георгия Победоносца  на Псковской горе, Покрова Пресвятой Богородицы на Псковской горе, Покрова Пресвятой Богородицы, что на Варварке — православный храм в Тверском районе Москвы. Относится к Иверскому благочинию Московской епархии Русской православной церкви.
Главный престол освящён в честь праздника Покрова Пресвятой Богородицы, приделы — во имя Георгия Победоносца и во имя святителя Петра, митрополита Московского.

## История
Пятиглавая церковь Георгия Победоносца была построена в 1658 году. В 1818 году к ней были пристроены трапезная и колокольня, резко контрастирующие с основным зданием церкви из-за своего готического стиля.

## Духовенство
- Настоятель храма — протоиерей Вячеслав Шестаков[1]

## Святыни храма
- Список Казанской иконы Божией Матери
- Иконы святителя Спиридона Тримифунтского
- Икона праведного воина Феодора Ушакова
- Икона мученицы Людмилы Чешской с мощами святых угодников
- Ковчежец с мощами великомученика Георгия Победоносца[1]